# DJ Muggs

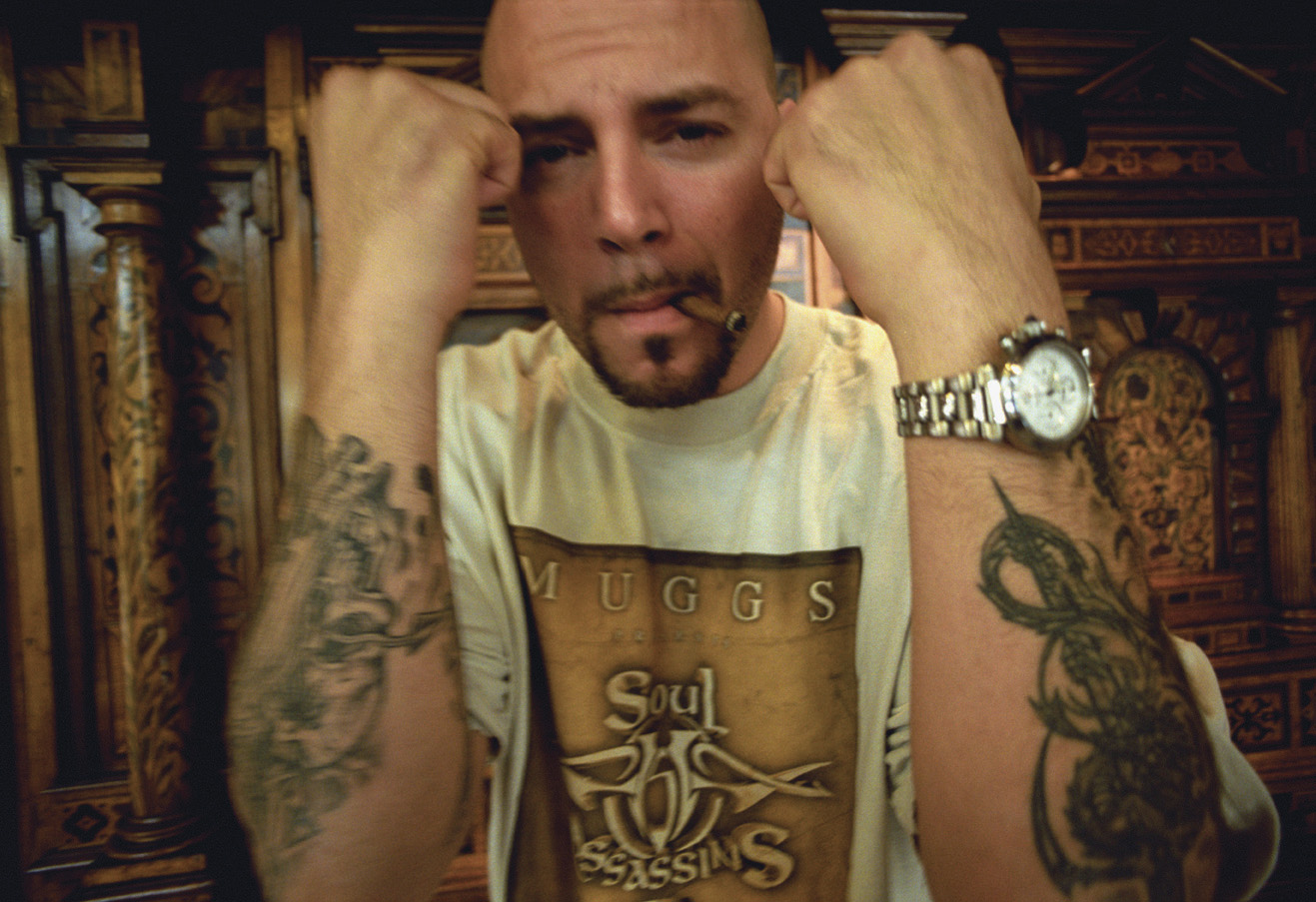
DJ Muggs, 2000

DJ Muggs (* 28. Januar 1968 in Queens, New York City; bürgerlich Lawrence Muggerud) ist ein US-amerikanischer DJ und Produzent der Hip-Hop-Gruppe Cypress Hill.

## Leben
Muggs ist italo-amerikanischer Abstammung und verbrachte seine Kindheit zunächst in New York City, bevor er mit 12 Jahren nach Los Angeles zog. Sein Nachname Muggerud ist norwegisch. Zuerst war er Mitglied der Gruppe 7A3, aber ihr Musiklabel beendete die Zusammenarbeit nach der ersten Veröffentlichung. Seine zweite Gruppe Cypress Hill, bei der Muggs für das Musikalische verantwortlich ist, wurde hingegen eine der einflussreichsten Hip-Hop-Gruppen der 90er. Muggs trat ebenso als ein Solokünstler auf und er arbeitete mit dem englischen Rapper Tricky zusammen. Des Weiteren produzierte er Alben für House of Pain und Funkdoobiest und Lieder für Künstler wie Ice Cube, KRS-One, Eminem und MC Eiht. DJ Muggs begründete 1992 das Künstlerkollektiv Soul Assassins, bei dem sich Musiker aus dem Umfeld von Cypress Hill und Grafiker vereinen. Seit 2004 moderiert Muggs eine Sirius Radio Show auf Shade 45 genannt „Mash-Up Radio“.
2001 wurde Muggs Vater.
Die The Grandmasters LP ist eine von zwei Erstveröffentlichungen des 2005 neu gegründeten Plattenlabels Angeles Records, von DJ Muggs und dem Hip-Hop Duo Self Scientific. Am 11. September 2007 erschien über Rebel Music Group ein weiteres Kollabo-Album von DJ Muggs. Dieses Mal hatte er sich mit Sick Jacken von Psycho Realm zusammengetan.

## Diskografie
- 1988: Coolin’ in Cali (mit The 7A3)
- 1992: Fine Malt Lyrics (House of Pain)
- 1994: Same As It Ever Was (House Of Pain)
- 1997: D.J. Muggs presents The Soul Assassins Chapter 1
- 1999: Juxtapose (mit Tricky & Dame Grease)
- 2000: The Soul Assassins II
- 2003: Dust
- 2004: Mash Up Radio Vol. 1 (Mixtape)
- 2005: Mash Up Radio Vol. 2 (Mixtape)
- 2005: Grandmasters (mit GZA vom Wu-Tang Clan)
- 2007: Legend of the Mask and the Assassin (mit Sick Jacken von Psycho Realm)
- 2008: Pain Language (mit Planet Asia)
- 2009: Soul Assassins: Intermission
- 2010: Kill Devil Hills (mit Ill Bill)